# Мазурин, Константин Митрофанович
Константи́н Митрофа́нович Мазу́рин (22 февраля 1866, Москва — 7 февраля 1959, Шабац, Югославия) — русский музыковед, поэт, переводчик, медик, фабрикант.
Один из первых переводчиков произведений Омара Хайяма на русский язык. Первый известный в России владелец автомобиля.

## Биография
Родился в 1866 году в Москве. Сын богатого фабриканта Митрофана Сергеевича Мазурина (1834—1880) и итальянской балерины Лауры Яковлевны Герра (1844 — ?), внук С.А.Мазурина.  Дядя (младший брат отца) К. Мазурина — известный фотограф Алексей Сергеевич Мазурин.
Старшая сестра Константина Митрофановича — Надежда Мазурина (1861—1911), пианистка, была супругой музыканта А. А. Брандукова.
Семья Мазуриных владела селом Реутово и расположенной там бумагопрядильной фабрикой. В 1886 году, после ранней смерти отца, выполняя его последнюю волю, поступил на физико-математический факультет Московского университета. Однако затем перевёлся на филологический факультет, который окончил в 1893 году. За время обучения удостоен двух серебряных медалей: за сочинения по патристике (Тертуллиан и его творения, изд. в 1892) и истории искусств (Винкельман: Его жизнь и сочинения, изд. в 1894).
В 1883 году стал одним из учредителей Русского гимнастического общества.
С юношеских лет Константин занимался пением. В 1890-е годы разработал собственную методику преподавания вокала: брошюра «К вопросу о способе элементарного преподавания музыки», затем двухтомная «Методология пения» (Москва, 1902—1903), обратившая на себя некоторое внимание специалистов. Изучал пение в России, Италии, Франции и Германии у Джиральдони, Лавровской, Додонова, Барцала, Зибера, Гольдшмидта, Генсбахера, Манчио, Рейнгардта, Поля, Ламперти и др.
Начиная с 1887 г. выпустил несколько стихотворных сборников, однако признания в литературном мире не получил: ни один журнал стихов Мазурина так и не напечатал.
Был женат на Елизавете Григорьевне Мазуриной (1867—1944, Париж) из московской купеческой семьи Голиковых. У них было трое детей: дочери Татьяна (1887—1928), Ольга (род. 1888) и сын Константин (род. 1891). Однако затем Константин Митрофанович развёлся с женой, и та, забрав детей, вышла замуж за банкира Павла Рябушинского. Константин Мазурин женился повторно, но случилась трагедия. В конце 1890-х годов жена умерла в родах, а также умерла дочь.
В 1894 году Мазурин подал московскому уездному исправнику прошение о разрешении ездить по дорогам уезда на недавно приобретённом им «экипаже, движущемся путём электрических аккумуляторов и бензинового мотора». По-видимому, он стал первым в России автовладельцем; как раз в это время компания Benz отгрузила в Москву свой 91-й по счёту автомобиль — полуторасильный Velo с электрическим зажиганием. По его собственному объяснению, разрешение от полицейских властей потребовалось Мазурину для защиты от некоторых из местных крестьян, грозивших «добраться до чёрта и изломать машину».
В 1901 году под псевдонимом К. Герра (по фамилии матери) издал небольшую книжку стихов под заглавием «Строфы Нирузама». Это была мистификация, которую читатели и критики разгадали не сразу. Согласно легенде, к автору случайно попала старая рукопись стихов персидского поэта Нирузама, жившего в Хорасане, в середине X века. Сначала к изданию отнеслись всерьёз, но затем заметили, что имя Нирузам — «перевёртыш» фамилии Мазурин. Тогда стихи стали считать искусной стилизацией под восточную поэзию. И только много позже было установлено, что сборник составлен из переводов Омара Хайяма и подражаний ему. Этот сборник стал высшим литературным достижением Константина Мазурина, закрепив за ним первенство в переводах Хайяма на русский язык.
В 1904 году Мазурин, переживавший глубокий психологический кризис в связи с трагедиями в семье и непризнанием в искусстве, решил кардинально изменить свою жизнь и вновь, в возрасте 38 лет, поступил в Московский университет — на медицинский факультет, который окончил в 1909 году. Изучал гинекологию и оперативное искусство в Берлине. По завершении медицинского образования занимался проблемами гинекологии и хирургии, держал собственную небольшую лечебницу, бесплатную для бедных. Работал врачом-гинекологом в амбулатории Красного Креста им. князя Долгорукова. Издал несколько работ по акушерству. Изобрёл новые акушерские щипцы и пузырь со льдом.
В годы Первой мировой войны Константин Мазурин работал ординатором в 17-м сводном полевом госпитале. Составил два сборника наставлений по военной медицине для ротных фельдшеров.
После революции — в апреле 1919 года — Константин Мазурин эмигрировал и в Россию больше не возвращался. Третья жена — Лидия Михайловна Мазурина (1869—1936), преподавательница музыки и французского языка.
В 1919—1920 годах Константин Митрофанович работал в Государственной больнице в Белграде, затем служил общинным врачом. С 1923 по апрель 1941 год заведовал отделением гинекологии окружной больницы в Шабаце, с апреля 1941 года — заведующим отделением рентгенологии в той же больнице. Получил гражданство Югославии.
Прожил долгую жизнь, умер в возрасте 92 лет в Сербии. Похоронен на Доньошорском кладбище в городе Шабац.

### Теория пения
- К истории и библиографии пения: Глава из введения в Методологию пения (Москва, 1893)
- К вопросу о способе преподавания элементарной теории музыки (Москва, 1894)
- Методология пения (Москва, том I, 1902, 1-й выпуск, том II, 1903).

### Медицина
- К вопросу о перфорации живого и мертвого плода: По материалам Моск. родовспомогат. заведения. (СПб., 1912)
- О настоятельной необходимости скорейших реформ в Московском родовспомогательном заведении (Москва, 1912)
- Гигиена и дезинфекция: Вопр. для испытания ротных фельдшеров воен. времени, ускор. выпуска. (Москва, 1915)
- Фармакология: Вопр. для испытания ротных фельдшеров воен. времени, ускор. выпуска. (Москва, 1915).

### Стихи
- «Мечты» и «Песни». (совместно с Л. И. Уманцом, Москва, 1887)
- Лирика любви. Лирич. стихотворения. Ч. 1-2 (Москва, 1891-96)
- История одной любви. Стихотворения. (Москва, 1897)
- Эпизоды. Стихотворения (Москва, 1900).

### Прочее
- Тертуллиан и его творения. Соч. К. М. Мазурина, студента Лицея цесаревича Николая. (Москва, 1892)
- Винкельман: Его жизнь и соч. Соч. К. М. Мазурина, студента Лицея цесаревича Николая. (Москва, 1894).